# عامر بن أبي أمية
عامر بن أبي أميّة بن المغيرة المخزومي القرشي أخو أم المؤمنين أم سلمة، أسلم عام الفتح، وشهد حجةَ الوداع.

## نسبه وسيرته
عامر بن أبي أمية بن المغيرة بن عبد الله بن عمر بن مخزوم بن يقظة بن مرة بن كعب بن لؤي بن غالب بن فهر بن مالك بن النضر بن كنانة بن خزيمة بن مدركة بن إلياس بن مضر بن نزار بن معد بن عدنان.
قال ابن حجر العسقلاني: «صِهْر النبي صَلَّى الله عليه وسلم، أخو أم المؤمنين أم سلمة. أسلم يوم الفتح. وله حديث عن أخته أم سلمة في النسائي. روى عنه سعيد بن المسيب، وذكره البخاري، وخليفة، ويعقوب بن سفيان، وابن أبي حاتم، وابن أبي خيثمة، وابن حبان في التابعين. وذكره ابْنُ مَنْدَه في الصحابة؛ فعاب ذلك عليه أبو نعيم، ولا عَيْب عليه؛ لأن أباه قُتل في الجاهلية، ولم يبق بعد الفتح قُرشي إلا أسلم، وشهد حجةَ الوداع، وفي سياق حديثه عن أحمد عن عامر بن أمية عن أخته أم سلمة.».